# Fiat L6/40
Fiat L6/40 je laki talijanski tenk koji se koristio od 1940. pa do kraja Drugog svjetskog rata. Originalni talijanski naziv je Carro Armato L 6/40. Brojevi označuju njegovu težinu i godinu kada je ušao u službu. 

## Opis tenka
L6/40 bio je laki tenk izgrađen od čeličnih ploča koje su spajane zakovicama. Jednočlana kupola je bila postavljena na sredini tijela tenka, a u nju su bili ugrađeni Breda Modello 35 20 mm top i Breda Modello 38 8 mm suspregnuta strojnica. Vozač je sjedio u prednjem desnom dijelu tijela. Debljina oklopa bila je od 6 - 30 mm. Uspoređujući oklopnu zaštitu i vatrenu moć, L6/40 nije bio dorastao tadašnjim suvremenim lakim tenkovima. 
Zanimljivo je kako je vozilo bilo namijenjeno izvozu, no jedini korisnik je bila talijanska vojska. 
L6/40 je bio glavni i najbrojniji tenk među talijanskim snagama tijekom borbi na istočnom frontu. Također je bio korišten u borbama u sjevernoj Africi.

## Razvoj i proizvodnja
Kao nasljednik Fiatovog L3 lakog tenka, L6 je prošao mnogo razvojnih prototipova tijekom 1930-ih. Prvi je bio naoružan s 37 mm topom i jednom strojnicom koja je bila postavljena na kupolu. Konačan proizvod, nazvan Carro Armato L6/40 je pušten u serijsku proizvodnju 1939. godine. Imao je 20 mm top i jednu 8 mm strojnicu. Ukupno je proizvedeno 283 takvih tenkova u raznim inačicama.
Kasnije je razvijena i inačica s bacačem plamena, u kojoj je glavni top zamijenjen s bacačem plamena s 200 litara benzina. Zapovjedna verzija je imala poseban radio i sustav komunikacije. Najuspiješnija izvedba je bila Semovente 47/32 na kojoj je uklonjena kupola i na tijelo tenka je postavljen 47 mm top. Zadnja verzija, koja je dovršena krajem rata, bila je naoružana sa samo jednom 8 mm Breda strojnicom.

## Uporaba u ratu
L6/40 laki tenkovi korišteni su na balkanskom bojištu, u ratu u SSSR-u, u kasnijim bitkama za Sjevernu Afriku, i u obrani Sicilije i Italije tijekom savezničkih iskrcavanja.

## Bivši korisnici
- Italija
- NDH
- Treći Reich

## Vanjske poveznice
- L6/40 Light Tanks
- CARRO L.6/40
- L6/40